# 近太空
近太空（near space）指介于普通航空飞机的飞行空间和航天器轨道空间之间的区域，一般定义为距地面20km～100km的空间，包括大部分的平流层，全部中间层和部分电离层。
近太空也叫做「临近空间」或「高高空」。